# 博季努爾德市

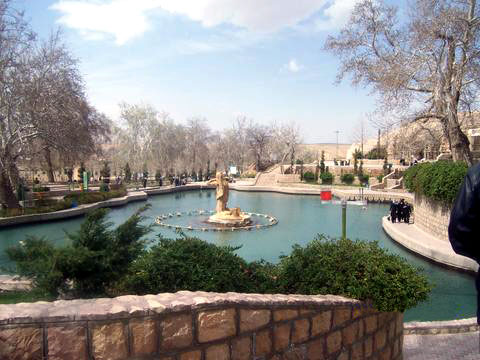

博季努爾德（波斯語：‎）是伊朗的城市，位於該國東北部，也是北呼羅珊省的首府，距離首都德黑蘭701公里，海拔高度1,070米，每年平均降雨量272毫米，2012年人口196,712。